# Parapsaenythia serripes
Parapsaenythia serripes är en biart som först beskrevs av Adolpho Ducke 1908.  Parapsaenythia serripes ingår i släktet Parapsaenythia och familjen grävbin. Inga underarter finns listade i Catalogue of Life.